# Liceo artistico Francesco Arcangeli
Il Liceo artistico Francesco Arcangeli è il liceo artistico di Bologna e della sua Città metropolitana, intitolato allo storico dell'arte bolognese Francesco Arcangeli.

## Storia
L'attuale istituto d'istruzione venne fondato nell'A.S. 2000/2001, in seguito alla riforma che prevedeva il dimensionamento minimo delle scuole; così vennero accorpati in un unico istituto, denominato IsArt (Istituto Superiore Artistico), il Liceo artistico e l'Istituto Statale d'Arte (ISAB) del capoluogo emiliano. Nel 2010, per via della Riforma Gelmini, gli istituti d'arte vennero aboliti, accorpando l'ISAB definitivamente sotto il Liceo Artistico.

### Istituto Statale d'Arte di Bologna

#### Scuola professionale per le arti decorative
L'Istituto d'arte traeva le sue origini dalla Scuola professionale per le arti decorative, fondata nel novembre del 1885 per garantire un'adeguata preparazione artistica agli artigiani di Bologna e dunque elevare esteticamente la produzione manifatturiera. Essa derivava direttamente dal Circolo Artistico di Bologna, con il quale condivideva gli spazi nel periodo iniziale. Primo direttore della nuova scuola fu l'architetto e ingegnere Raffaele Faccioli. I corsi, rivolti agli artigiani bolognesi, si tenevano in orario serale; erano impostati sulla decorazione artistica (ornato, disegno architettonico, geometria descrittiva, figurazione, plastica, decorazione pittorica e della ceramica) e su materie tecniche (intaglio del legno, cesello, lavorazione del marmo). Tra i primi insegnanti figuravano Achille Casanova e Tullo Golfarelli.
I primi decenni furono contrassegnati da una iniziale fase sperimentale e alcune problematiche di tipo finanziario. I principali contributi infatti provenivano da varie associazioni oltreché dagli enti locali come il Comune, la Deputazione provinciale e la Camera di commercio. Si tentò varie volte di dare un assetto più stabile alla scuola, fissando le quote contributive, ma con scarso successo. Anche il processo di istituzionalizzazione tramite decreto regio fallì più volte, a partire dal primo tentativo nel 1888, a causa dell'atteggiamento dei vari attori locali che sostenevano la scuola.
Nel 1891 la scuola si stabilì nei locali del centro storico di via Cartolerie, occupati fino all'accorpamento degli istituti artistici. Nel frattempo la scuola cresceva d'importanza, incrementando progressivamente la propria reputazione a livello cittadino. Finalmente, il 6 gennaio 1907 la scuola ottenne il riconoscimento a livello nazionale, venendo posta sotto il Ministero dell'agricoltura, dell'industria e del commercio e diventando così Regia Scuola Professionale per le Arti Decorative. I corsi vennero ristrutturati: dopo un biennio comune era possibile specializzarsi nelle tre sezioni di Pittura decorativa, Plastica decorativa o Intaglio e intarsio in legno.

#### Da Scuola per le industrie artistiche a Istituto d'Arte
Nel 1922 assunse il nome di Regia Scuola per le Industrie Artistiche e classificata come "scuola ad orario ridotto", segnando così un regresso nell'ordinamento degli studi: contestualmente l'ordinamento curricolare venne ridotto a 4 anni. Nel 1926 vennero introdotti altri corsi professionalizzanti, e sotto il Ventennio la scuola venne fascistizzata inserendo programmi e materie attinenti al nuovo corso politico. Nel 1932 assunse il nome di Regio Istituto d'Arte, quando all'epoca erano iscritti circa 400 studenti.
Progressivamente si passò da un'impostazione tecnico-professionale ad una formazione artistica organica e completa, allungando nuovamente la durata degli studi a cinque anni.
Nel 1959 la scuola venne decretata Istituto d'Arte, articolato in cinque sezioni. Nella seconda metà del XX secolo l'Istituto Statale d'Arte di Bologna era la seconda scuola artistica d'Italia per numero di studenti. Nel 1995 fu introdotto il corso sperimentale "Michelangelo" in Rilievo e Catalogazione dei Beni Culturali; nell'anno scolastico 2003/2004 l'Istituto era articolato in un biennio comune dopo il quale si poteva scegliere tra i seguenti indirizzi: Architettura e Arredo, Disegno Industriale della Ceramica, Disegno Industriale del Legno, Pittura e Decorazione Pittorica, Rilievo e Catalogazione Beni Culturali, Scultura e Decorazione Plastica.

### Liceo artistico Francesco Arcangeli
Il Liceo artistico nacque come corso inferiore della locale accademia di belle arti; nel 1923 venne separato dall'Accademia con la Riforma Gentile, al pari degli altri licei artistici. La scuola, legata all'accademia anche dalla condivisione degli spazi di via Belle Arti, aveva un'impostazione più teorica e meno professionalizzante rispetto all'Istituto d'Arte. Divenne perciò un'istituzione culturale di rilievo, grazie anche all'insegnamento di notevoli figure come Giorgio Morandi, Alfonso Gatto, Cleto Tomba, Ilario Rossi, Carlo Mattioli e Lea Colliva.

## Didattica

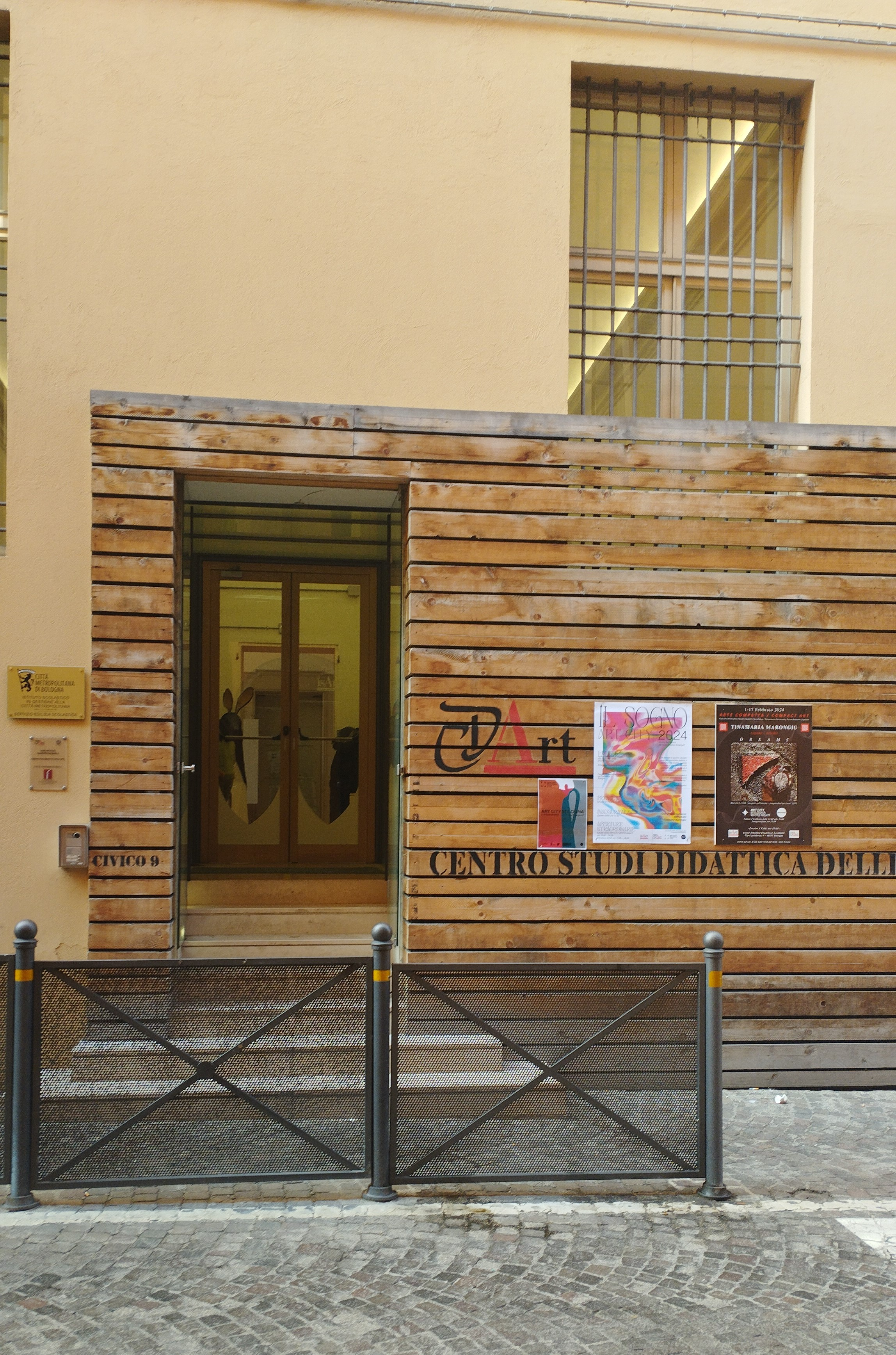
Ingresso del Centro studi didattica delle arti, già sede dell'Istituto d'arte in via Cartolerie

Il piano formativo dell'Arcangeli è strutturato in cinque indirizzi, alcuni dei quali suddivisi ulteriormente per curvature.
- Architettura e Ambiente
- Arti figurative
  - Pittorico-plastico (beni culturali)
  - Scultura
  - Pittura
- Audiovisivo e Multimediale
- Design
  - Arredamento
  - Ceramica
- Grafica

### Sedi didattiche
Sede centrale di via Marchetti
In passato sede dell'Istituto tecnico "Tanari", vi è stato trasferito il nuovo istituto artistico nell'anno scolastico 2004/2005. Si trova in zona Murri, dove nelle vicinanze è posta anche la succursale di via Varthema.
Centro studi della Didattica delle Arti
Storica sede dell'Istituto d'Arte di via Cartolerie, abbandonata in seguito al trasferimento in via Marchetti; nei primi anni dieci è stata oggetto di ristrutturazione da parte della Città metropolitana. Il 16 febbraio 2016 sono stati inaugurati i nuovi spazi, riconsegnati al Liceo artistico.

## Strutture e patrimonio

### Biblioteca
Il Liceo dispone di una vasta biblioteca scolastica, specializzata nelle varie discipline artistiche e sulla storia dell'arte. Essa ha una lunga e travagliata storia, data dall’eterogeneità dei fondi custoditi e dalle varie vicende dei due istituti artistici da cui ha preso forma. Possiede infatti 18.000 volumi, una vasta videoteca (più di 2.000 documenti audiovisivi), più di 200 periodici tra pubblicazioni cessate e correnti, ma soprattutto una grande varietà di materiali iconografici, stampe e disegni, molti dei quali a deliberato scopo didattico.

#### Fondo storico e fotografico dell'ISAB
La biblioteca dell'Istituto d'Arte, il cui fondo storico è oggetto di convenzione con la Sovrintendenza alle Belle Arti, ha iniziato a disporre di locali dedicati solo negli anni '60 e poi nuovamente verso la metà degli anni '80, ma il nucleo originario nacque direttamente con la fondazione della Scuola di arti decorative nel corso dell'Ottocento. I primi materiali raccolti furono opere didattiche (corsi di ornato, figurazione, disegno geometrico, ecc.), collezioni fotografiche di notevole interesse documentario, riviste e tavole di arte industriale, infine la collezione delle opere degli studenti.
Verso la fine degli anni '30 venne redatto un inventario dei materiali didattici della Scuola d'Arte, censendo circa 400 volumi e un migliaio di fascicoli, mentre si lamentava la mancanza di spazi idonei per la biblioteca. Nel corso del tempo, nonostante il continuo accrescimento di volumi e pubblicazioni artistiche, prevaleva un uso furtivo da parte dei docenti; solo verso la fine degli anni '60 i materiali a disposizione dell'Istituto furono finalmente raccolti e organizzati in una biblioteca. Essa inizialmente prese posto in un'aula di discipline plastiche, per poi trasferirsi nella "cripta" dell'edificio di via Cartolerie. Le collezioni vennero ampliate mediante nuovi acquisti, e dislocate negli ambienti scolastici a seconda di usi e funzioni, coesistendo coi nuclei personali dei singoli professori.

### Collezioni
Sin dall'apertura, la Scuola per le Arti decorative si dotò di un primo insieme di oggetti d'arte necessari per il disegno dal vero e lo studio delle forme artistiche. Venne proposto di aprire un museo ad uso dell'istituto, ma con scarso successo: nella sede di via Cartolerie fu raccolta in una sala un'eterogenea collezione di manufatti artistici. Nel frattempo il patrimonio cresceva. Nel 1911 il comune di Bologna destinò alla scuola alcune opere di Cincinnato Baruzzi, seguite poco più tardi da vari oggetti d'arte lasciati in eredità da Agostino Sieri Pepoli.
Nel corso del tempo le raccolte di opere artistiche furono ampliate grazie a finanziamenti dello Stato e da parte del Comune, seppur in maniera disomogenea e poco ordinata. Nuove opportunità si aprirono con la nascita del nuovo Museo d'Arte Industriale, che ospitò alcune opere di provenienza della Scuola professionale; ma in generale le richieste di organizzare una vera e propria collezione museale interna all'istituto non furono prese in considerazione. Negli anni '20 venne allestita un'aula ad uso misto, comprendente sia alcune opere di maggior valore che il patrimonio bibliotecario, contenuto in grandi armadi di noce. Si trattava però di una soluzione parziale, dato che la sala veniva utilizzata anche per le conferenze.
Tra i vari oggetti giunti all'Istituto a scopo didattico, un buon numero è rappresentato dai calchi in gesso, necessari alle esercitazioni grafiche e plastiche. In generale però, i materiali acquisiti nel corso del tempo non goderono di un'adeguata considerazione, rimanendo in una situazione conservativa piuttosto precaria. In mancanza di lavori di catalogazione e l'uso a scopo didattico fecero sì che il vasto patrimonio si disperse tra i vari laboratori, finendo infine mescolati con le opere prodotte dagli studenti.